# The Big Bang Theory/Staffel 4
Die vierte Staffel der US-amerikanischen Sitcom The Big Bang Theory feierte ihre Premiere am 23. September 2010 auf dem Sender CBS. Das Finale wurde am 19. Mai 2011 gesendet. Die ersten zwölf Folgen wurden in Deutsch vom 6. September 2011 bis zum 11. Oktober 2011 auf ProSieben erstausgestrahlt und die restlichen Folgen vom 22. Oktober 2011 bis zum 26. November 2011 auf 3+.

## Darsteller
| Rollenname                            | Schauspieler   |
| ------------------------------------- | -------------- |
| Dr. Leonard Leakey Hofstadter         | Johnny Galecki |
| Dr. Dr. Sheldon Lee Cooper            | Jim Parsons    |
| Penny                                 | Kaley Cuoco    |
| Howard Joel Wolowitz, M.Eng.          | Simon Helberg  |
| Dr. Rajesh „Raj“ Ramayan Koothrappali | Kunal Nayyar   |
| Dr. Bernadette Maryann Rostenkowski   | Melissa Rauch  |
| Dr. Amy Farrah Fowler                 | Mayim Bialik   |

## Episoden
| Nr. (ges.) | Nr. (St.) | Deutscher Titel                 | Originaltitel                           | Erstausstrahlung USA | Deutschsprachige Erstausstrahlung (D/CH) | Regie           | Drehbuch                                                                                    | Zuschauer (DE) |
| --- | --------- | ------------------------------- | --------------------------------------- | -------------------- | ---------------------------------------- | --------------- | ------------------------------------------------------------------------------------------- | -------------- |
| 64 | 1         | 31 Liebhaber, aufgerundet       | The Robotic Manipulation                | 23. Sep. 2010        | 6. Sep. 2011                             | Mark Cendrowski | Steven Molaro, Eric Kaplan & Steve Holland Idee: Chuck Lorre, Lee Aronsohn & Dave Goetsch   | 1,54 Mio.      |
| Penny erfährt, dass Sheldon und Amy bereits seit vier Monaten im Kontakt stehen und sogar Pläne für ein gemeinsames Kind haben, sich aber nie persönlich treffen. Sie überzeugt Sheldon, dies zu ändern, und ist ihm bei seinem allerersten Date überhaupt behilflich. Der Abend mit Sheldon und Amy ist aber kein Vergnügen für Penny, vor allem, als Sheldon ihr ausgehend von seinen Beobachtungen vorrechnet, mit wie vielen Männern sie bereits intim war. Howard hat für die Internationale Raumstation einen Roboterarm entwickelt und verwendet ihn für alltägliche Dinge, schließlich auch zur Masturbation. Dies führt aber zu einem peinlichen Missgeschick und er bedarf der Hilfe von Rajesh und Leonard. Diese bringen ihn zum Arzt, wo er von der Sprechstundenhilfe auf einfache Weise aus seiner misslichen Lage befreit wird. |           |                                 |                                         |                      |                                          |                 |                                                                                             |                |
| 65 | 2         | Der sicherste Ort der Welt      | The Cruciferous Vegetable Amplification | 30. Sep. 2010        | 6. Sep. 2011                             | Mark Cendrowski | Steven Molaro, Chuck Lorre & Jim Reynolds Idee: Bill Prady, Lee Aronsohn & Steve Holland    | 1,40 Mio.      |
| Sheldon bemerkt, dass er zu dem Zeitpunkt, zu dem es möglich sein wird, sein Bewusstsein in einen Roboterkörper zu laden, bereits tot sein wird. Also versucht er, sein Leben zu verlängern, indem er seine Ernährung umstellt und sportlich aktiv wird. Als seine Bemühungen nicht das erwünschte Ergebnis zeigen, beschließt er, fortan sein Zimmer nicht mehr zu verlassen und den Alltag mittels einer ferngesteuerten Eigenkonstruktion, die er virtuelle Präsenz nennt, zu meistern. Die Gelegenheit, Steve Wozniak in der Cheesecake Factory zu treffen und sich ein altes Computermodell signieren zu lassen, lässt ihn aber sein Vorhaben, das Zimmer nicht mehr zu verlassen, aufgeben. In seiner Eile stürzt er jedoch im Treppenhaus und ist fortan unfreiwillig gezwungen, das Bett zu hüten. |           |                                 |                                         |                      |                                          |                 |                                                                                             |                |
| 66 | 3         | Paradoxe Psychologie            | The Zazzy Substitution                  | 7. Okt. 2010         | 13. Sep. 2011                            | Mark Cendrowski | Lee Aronsohn, Steven Molaro & Maria Ferrari Idee: Chuck Lorre, Bill Prady & Jim Reynolds    | 1,51 Mio.      |
| Sheldon und Amy verbringen immer mehr Zeit miteinander, sehr zum Verdruss der anderen, die mit Amys herablassender Art, in der sie sogar Sheldon übertrifft, nicht zurechtkommen. Sie verbringen ihre Zeit daher lieber bei Penny als in der WG. Als Amy die wissenschaftliche Bedeutsamkeit der Theoretischen Physik herabwürdigt und berühmte Physiker beleidigt, beendet Sheldon die Freundschaft zu ihr, sehr zur Freude der anderen. Er kompensiert den Verlust, indem er sich immer mehr Katzen anschafft und diese überallhin mitnimmt, auch zur Arbeit oder ins Badezimmer. Leonard macht sich Sorgen über das seltsame Verhalten seines Mitbewohners und muss wieder einmal Sheldons Mutter zu Hilfe rufen, der es mit einem Trick tatsächlich gelingt, Sheldon und Amy wieder zu versöhnen und Sheldon dazu zu bringen, die vielen Katzen wieder abzugeben. |           |                                 |                                         |                      |                                          |                 |                                                                                             |                |
| 67 | 4         | Und jetzt mit Zunge             | The Hot Troll Deviation                 | 14. Okt. 2010        | 13. Sep. 2011                            | Mark Cendrowski | Bill Prady, Lee Aronsohn & Maria Ferrari Idee: Chuck Lorre, Steven Molaro & Adam Faberman   | 1,46 Mio.      |
| Howard begegnet zufällig Bernadette in der Cheesecake Factory und merkt, dass er die Trennung von ihr bereut. Er erzählt Penny von dem „Seitensprung“, der damals zur Trennung geführt hat, und überredet sie, ein Treffen zu arrangieren. Die beiden sprechen sich aus und beschließen, es erneut miteinander zu versuchen. Rajesh muss sich unterdessen das Büro mit Sheldon teilen, bekommt aber keinen eigenen Schreibtisch, da Sheldon das knappe Budget mit unnützen Dingen wie einer im Dunkeln leuchtenden Ameisenfarm strapaziert hat. Um Sheldon zu ärgern, kauft Rajesh auf eigene Kosten einen überdimensionierten („brobdingnagischen“) Schreibtisch, der beinahe den gesamten Platz im Büro einnimmt, und löst damit einen Kleinkrieg mit Sheldon aus, mit dem beide sich gegenseitig das Leben schwer machen, ohne dass einer als Sieger daraus hervorgeht. |           |                                 |                                         |                      |                                          |                 |                                                                                             |                |
| 68 | 5         | Der Gestank der Verzweiflung    | The Desperation Emanation               | 21. Okt. 2010        | 20. Sep. 2011                            | Mark Cendrowski | Chuck Lorre, Steven Molaro & Steve Holland Idee: Bill Prady, Lee Aronsohn & Dave Goetsch    | 1,89 Mio.      |
| Leonard bemerkt, dass alle in seinem Umfeld eine Freundin haben, nur er nicht. Amys Vorschlag, eine Frau in einer Bar kennenzulernen, erweist sich als fruchtlos, er nimmt daher den Pakt zwischen Howard und ihm in Anspruch (siehe Staffel 3, Episode 5) und Bernadette macht ihn mit einer ihrer Freundinnen bekannt. Diese erweist sich aber als allzu burschikos und entspricht gar nicht Leonards Vorstellungen. Währenddessen gerät Sheldon in Panik, da Amy ihn ihrer Mutter vorstellen will und er dies als Zeichen für ihren Wunsch nach einer „richtigen“ Beziehung missdeutet. Er versucht mit allen Mitteln, ihr aus dem Weg zu gehen, das Ganze stellt sich aber als Missverständnis heraus, denn Amy wollte ihrer Mutter nur eine „richtige“ Beziehung vorspielen. |           |                                 |                                         |                      |                                          |                 |                                                                                             |                |
| 69 | 6         | Finger weg von meiner Schwester | The Irish Pub Formulation               | 28. Okt. 2010        | 20. Sep. 2011                            | Mark Cendrowski | Bill Prady, Eric Kaplan & Maria Ferrari Idee: Chuck Lorre, Lee Aronsohn & Steven Molaro     | 1,67 Mio.      |
| Rajeshs Schwester Priya ist zu Besuch und verbringt eine intime Nacht mit Leonard, trotz seines vor Jahren getroffenen Pakts mit Howard, nichts mit Priya anzufangen und Rajeshs Verbot, seine Schwester anzurühren. Es stellt sich auch heraus, dass er dies bereits einige Jahre zuvor bei Priyas erstem Besuch getan hat, ohne dass jemand davon wusste. Diesmal werden beide aber von Sheldon erwischt und Leonard bittet seinen Mitbewohner, das Geheimnis für sich zu bewahren. Sheldon ersinnt daraufhin eine detailreiche und wenig glaubwürdige Geschichte, die Leonard, wenn nötig, ein Alibi verschaffen soll. Letztlich kommt das Geheimnis beim Essen in der Uni-Cafeteria aber doch heraus, da Leonard es nicht schafft, Rajesh und Howard zu belügen. Das Gespräch mündet in einer allgemeinen „Beichtrunde“, bei der alle einander vergangene eigene Missetaten bekennen und Verfehlungen eines anderen aus der Gruppe verraten und sich dafür entschuldigen. |           |                                 |                                         |                      |                                          |                 |                                                                                             |                |
| 70 | 7         | Besuch vom FBI                  | The Apology Insufficiency               | 4. Nov. 2010         | 27. Sep. 2011                            | Mark Cendrowski | Bill Prady, Steven Molaro & Steve Holland Idee: Chuck Lorre, Lee Aronsohn & Maria Ferrari   | 1,56 Mio.      |
| Howard bekommt die Chance, an einem geheimen Weltraumprojekt mitzuarbeiten, daher werden seine Freunde von einer attraktiven FBI-Agentin befragt, um seine Vertrauenswürdigkeit festzustellen. Rajesh ist im Gespräch übertrieben nervös, da er befürchtet, dass das FBI einen Vorwand für seine Ausweisung suchen wird, während Leonard übertrieben selbstbewusst mit der Agentin flirtet. Beide geben sich später die Schuld als Howard als nicht vertrauenswürdig eingestuft wird, jedoch verursachte in Wirklichkeit Sheldon die Einstufung, da er aus Versehen etwas vom Mars-Rover-Zwischenfall (siehe Staffel 2, Episode 8) verriet. Als Howard seine Entschuldigung nicht annimmt, sucht Sheldon Rat bei Penny und entschließt sich zu einer großzügigen Geste, um Howard seine Reue zu demonstrieren: Er schenkt Howard seinen Platz auf der Couch, fordert ihn aber nach nur 94 Sekunden wieder zurück. |           |                                 |                                         |                      |                                          |                 |                                                                                             |                |
| 71 | 8         | 21 Sekunden                     | The 21 Second Excitation                | 11. Nov. 2010        | 27. Sep. 2011                            | Mark Cendrowski | Lee Aronsohn, Steven Molaro & Steve Holland Idee: Chuck Lorre, Bill Prady & Jim Reynolds    | 1,47 Mio.      |
| Sheldon will unbedingt eine Neufassung von Indiana Jones im Kino sehen, die 21 Sekunden bislang ungezeigtes Material enthält. Da seine Freunde trotz Sheldons Warnungen zuvor in der Cheesecake Factory trödeln, hat sich bei ihrem Eintreffen bereits eine lange Schlange vor dem Kino gebildet. Zudem wird auch noch Sheldons Erzfeind Wil Wheaton mit seinen Freunden einfach vorgelassen und bekommt die besten Plätze im Kino, während Sheldon und seine Freunde leer ausgehen. Um sich zu rächen, schleicht Sheldon sich durch einen Nebeneingang in den Vorführraum und stiehlt die Filmrollen. Penny verbringt unterdessen einen Mädchenabend mit Amy und Bernadette. Nach einem eher steifen Beginn improvisieren die drei auf Amys Anregung eine Pyjamaparty und spielen u. a. Wahrheit oder Pflicht, in dessen Verlauf Penny mit unangenehmen Fragen in Bezug auf ihr Verhältnis zu Leonard konfrontiert wird. |           |                                 |                                         |                      |                                          |                 |                                                                                             |                |
| 72 | 9         | Der falsche richtige Freund     | The Boyfriend Complexity                | 18. Nov. 2010        | 4. Okt. 2011                             | Mark Cendrowski | Bill Prady, Steven Molaro & David Goetsch Idee: Chuck Lorre, Lee Aronsohn & Jim Reynolds    | 1,77 Mio.      |
| Pennys Vater Wyatt ist zu Besuch und sie spielt ihm vor, wieder mit Leonard zusammen zu sein, denn Wyatt sieht ihn als den bislang einzigen annehmbaren Partner für seine Tochter an. Leonard spielt das Spiel, von dem nicht nur Wyatt, sondern auch Sheldon (der sogar den WG-Vertrag umschreibt, um Penny darin zu berücksichtigen) getäuscht wird, begeistert mit. Er treibt es aber zu weit, so dass Penny ihrem Vater schließlich doch die Wahrheit gesteht. Zu Leonards Überraschung ist Wyatt nicht sauer auf ihn, sondern fleht ihn sogar an, um Penny zu kämpfen, denn er will einen „vernünftigen“ Schwiegersohn. Howard und Bernadette leisten derweil Rajesh bei einer 12-stündigen Himmelsbeobachtung Gesellschaft und durch ein Missverständnis kommt es fast zum Kuss zwischen dem betrunkenen und deprimierten Rajesh und Bernadette, die ihn nur aufmuntern wollte. Howard kann dies im letzten Moment verhindern und wird dabei selbst versehentlich von Rajesh geküsst. |           |                                 |                                         |                      |                                          |                 |                                                                                             |                |
| 73 | 10        | Die animalische Amy             | The Alien Parasite Hypothesis           | 9. Dez. 2010         | 4. Okt. 2011                             | Mark Cendrowski | Lee Aronsohn, Jim Reynolds & Maria Ferrari Idee: Chuck Lorre, Steven Molaro & Steve Holland | 1,75 Mio.      |
| Amy lernt beim gemeinsamen Abendessen mit Penny und Bernadette Pennys Ex-Freund Zack kennen. Sie fühlt sich sexuell zu ihm hingezogen, was sich in für sie ungewohnten körperlichen Reaktionen äußert, deren Ursache sie erst im Rahmen einer von Sheldon assistierten wissenschaftlichen Analyse erkennt. Sheldon fühlt sich von Amys Sexualität überfordert und weiß nicht, wie er sich verhalten soll. Penny gibt ihm einen Ratschlag, den er aber missversteht und daraufhin versucht, einen One-Night-Stand zwischen Amy und Zack herbeizuführen. Rajesh und Howard wollen unterdessen klären, wer von beiden – sollten sie jemals Superkräfte bekommen – der Held und wer der Sidekick wäre. Nach einer wenig aufschlussreichen Mutprobe soll ein Ringkampf mit Leonard als Schiedsrichter die Frage klären, anstatt zu kämpfen, beschränken sich beide aber nur auf endlose Verbalgefechte. |           |                                 |                                         |                      |                                          |                 |                                                                                             |                |
| 74 | 11        | Der peinliche Kuss              | The Justice League Recombination        | 16. Dez. 2010        | 11. Okt. 2011                            | Mark Cendrowski | Bill Prady, Steven Molaro & Steve Holland Idee: Chuck Lorre, Lee Aronsohn & Maria Ferrari   | 1,92 Mio.      |
| Penny trifft sich wieder mit Zack, der gleich Anschluss an ihre Freunde sucht. Diese halten ihn aber für dumm und machen sich über ihn lustig. Als Wiedergutmachung nehmen sie ihn in den Comicbuchladen mit, wo Stuart sie auf den alljährlichen Neujahrs-Kostümwettbewerb anspricht. Sie wollen wie immer als Gerechtigkeitsliga teilnehmen und Sheldon beschließt, Superman diesmal von Zack anstelle von Leonard verkörpern zu lassen, um endlich den ersten Preis zu gewinnen. Da Amy nicht will und Bernadette nicht zur Verfügung steht, soll Penny zudem als Wonder Woman mitkommen. Diese ist aber gar nicht begeistert, ebenso wenig wie Rajesh, dem die von ihm verhasste Rolle als Aquaman aufgedrückt wurde und der lieber selbst Wonder Woman wäre. Leonard gelingt es, Penny zum Mitkommen zu bewegen und sie gewinnen tatsächlich den ersten Preis. Auf dem Rückweg von der Feier beobachtet die „Gerechtigkeitsliga“ ein Verbrechen, verhält sich aber wenig heldenhaft. |           |                                 |                                         |                      |                                          |                 |                                                                                             |                |
| 75 | 12        | Die Bushose                     | The Bus Pants Utilization               | 6. Jan. 2011         | 11. Okt. 2011                            | Mark Cendrowski | Bill Prady, Steven Molaro & Eric Kaplan Idee: Chuck Lorre, Lee Aronsohn & Maria Ferrari     | 1,83 Mio.      |
| Leonard will mit dem Erstellen einer App, die Differentialgleichungen erkennen und lösen kann, Geld verdienen und überzeugt seine Freunde, sich zu beteiligen. Sheldon beansprucht die Leitung des Projekts, bewirkt mit seiner Arroganz aber letztendlich seinen Rauswurf durch Leonard, der unmissverständlich klarmacht, dass er der Chef ist. Sheldons Versuch, Howard und Rajesh durch Bestechung abzuwerben, misslingt und als er die anderen während der Arbeit mit einem Theremin stört, schmeißt Leonard ihn sogar aus der Wohnung. Penny nimmt ihn mit in ihre Wohnung, obwohl er sie für ihre eigene Idee für eine App verspottet, und überzeugt ihn, den anderen Reue vorzuspielen, um wieder ins Projekt aufgenommen zu werden. Es gelingt zunächst, er verfällt aber schnell wieder in seine arrogante Haltung und wird endgültig gefeuert, so dass er schließlich doch hilft, Pennys Idee für eine App zum Erkennen von Schuhen umzusetzen. |           |                                 |                                         |                      |                                          |                 |                                                                                             |                |
| 76 | 13        | Die neutrale Zone               | The Love Car Displacement               | 20. Jan. 2011        | 22. Okt. 2011                            | Anthony Rich    | Lee Aronsohn, Steven Molaro & Steve Holland Idee: Chuck Lorre, Bill Prady & Dave Goetsch    | —              |
| Amy überredet Penny, ihre „beste Freundin“, sie und die anderen zu einem Symposium zu begleiten und das Wochenende mit ihnen zu verbringen. Da es in einem Wellness-Hotel stattfindet, stimmt sie zu, das Wochenende gestaltet sich jedoch wenig erholsam. Nach einer vor allem für Penny anstrengenden Autofahrt treffen alle im Hotel ein, wo Bernadette ihrem attraktiven Ex-Freund Glenn begegnet. Howard wird eifersüchtig und es kommt zum Streit, so dass Bernadette bei Amy und Penny übernachten will. Penny hält es mit Amy zusammen nicht aus und geht zu Sheldon und Leonard, mit dem sie das Bett teilt. Sheldon ergreift die Flucht, da er Sex zwischen Leonard und Penny befürchtet, und kommt bei Rajesh unter, der von Sheldon rausgeworfen wird und bei Penny und Leonard unterkommt und dadurch eine erneute Annäherung der beiden verhindert. Bei einer Podiumsdiskussion am nächsten Tag geraten alle aufgrund der jüngsten Vorfälle in eine persönliche und vorwurfsvolle Auseinandersetzung und die genervte Penny beschließt zu Leonards Ärger mit Glenn zurückzufahren.                                        |           |                                 |                                         |                      |                                          |                 |                                                                                             |                |
| 77 | 14        | Ein Traum von Bollywood         | The Thespian Catalyst                   | 3. Feb. 2011         | 22. Okt. 2011                            | Mark Cendrowski | Bill Prady, Steven Molaro & Maria Ferrari Idee: Chuck Lorre, Lee Aronsohn & Jim Reynolds    | —              |
| Sheldon hält als Gastdozent eine Vorlesung und ist niedergeschlagen, als er sieht, wie die Studenten bei Twitter über die langweilige Vorlesung und den schrecklichen Dozenten lästern, während die anderen ihren Spaß haben. Amy rät ihm Schauspielunterricht zu nehmen, um die Kommunikation mit den Studenten zu verbessern und er bezahlt Penny dafür ihm die Grundlagen beizubringen. Er zieht aber alle Übungen ins Lächerliche und lehnt auch den Vorschlag, Die Katze auf dem heißen Blechdach nachzuspielen ab. Stattdessen proben beide ein auf Star Trek basierendes Stück, das er selbst als Kind geschrieben hat. Während er die Rolle seiner eigenen Mutter spielt, brechen plötzlich unterdrückte Emotionen hervor und Penny muss eingreifen. Rajesh hat derweil, ausgelöst durch eine Bemerkung von Bernadette, wiederholt Tagträume, in denen es vornehmlich darum geht, dass Howard ihn bittet, sich um seine Freundin zu „kümmern“. |           |                                 |                                         |                      |                                          |                 |                                                                                             |                |
| 78 | 15        | Der Mann der Stunde             | The Benefactor Factor                   | 10. Feb. 2011        | 25. Okt. 2011                            | Mark Cendrowski | Chuck Lorre, Eric Kaplan & Steve Holland Idee: Bill Prady, Lee Aronsohn & Dave Goetsch      | 1,25 Mio.      |
| Leonard, Sheldon, Howard und Rajesh werden vom Universitätspräsidenten zu einer Benefizveranstaltung mit wohlhabenden Gönnern beordert, auf deren Finanzspritzen die Universität angewiesen ist. Sie sollen die Bedeutung ihrer Arbeit darlegen und für Spenden sorgen. Sheldon lehnt zunächst ab, Amy legt ihm aber die Wichtigkeit solcher Unternehmungen dar. Auf der Party begegnen die vier einer wohlhabenden älteren Dame, die Gefallen an Leonard findet und ihn am nächsten Tag zum Essen einlädt. Auf dem Rückweg küsst sie ihn und erweckt den Eindruck, die benötigte neue kryotechnische Zentrifugalpumpe nur gegen eine sexuelle Gefälligkeit von Leonard zu finanzieren. In der Folge ermuntert Sheldon Leonard, sich darauf einzulassen und versteht nicht, warum dieser sich dagegen sträubt. Letztlich geht Leonard aber doch auf das Angebot ein und zur Freude seiner Kollegen und des Universitätspräsidenten erhält die Uni das nötige Geld. |           |                                 |                                         |                      |                                          |                 |                                                                                             |                |
| 79 | 16        | Ich bin nicht deine Mutter!     | The Cohabitation Formulation            | 17. Feb. 2011        | 29. Okt. 2011                            | Mark Cendrowski | Bill Prady, Steven Molaro & Jim Reynolds Idee: Chuck Lorre, Lee Aronsohn & Dave Goetsch     | —              |
| Howard verlässt früh morgens Bernadettes Wohnung, um wie immer seiner Mutter behilflich zu sein. Bernadette ist wenig begeistert und verlangt später von ihm, sich zwischen ihr und seiner Mutter zu entscheiden. Howard, der sich in der Zwischenzeit ihretwegen mit seiner Mutter verkracht hat, beschließt spontan bei Bernadette einzuziehen, erwartet aber in der Folge von ihr denselben Service, den ihm seine Mutter zukommen lässt, so dass das Zusammenleben scheitert. Leonard erfährt derweil von Priyas Rückkehr in die USA und besucht sie, da er die Beziehung wiederaufleben lassen will (siehe Staffel 4, Episode 6). Obwohl Rajesh es ihr strikt verbietet, stimmt Priya zu und die beiden werden ein Paar, wodurch Amy sich genötigt sieht, ihrer „besten Freundin“ Penny Trost zu spenden, obwohl diese darauf besteht kein Problem mit Leonards neuer Freundin zu haben. Letztlich zeigt sie aber doch ihre wahren Gefühle und verhilft Amy damit nebenbei zu einem wissenschaftlichen Erfolg. |           |                                 |                                         |                      |                                          |                 |                                                                                             |                |
| 80 | 17        | Das Juwel von Mumbai            | The Toast Derivation                    | 24. Feb. 2011        | 1. Nov. 2011                             | Mark Cendrowski | Chuck Lorre, Steven Molaro & Jim Reynolds Idee: Bill Prady, Dave Goetsch & Maria Ferrari    | —              |
| Leonard verbringt seine Abende mit Priya in Rajeshs Apartment und Howard schließt sich ihm an. Sheldon versteht nicht, was aus den regelmäßigen Treffen in der WG geworden ist, bis Amy ihm klarmacht, dass nicht er, sondern Leonard der Dreh- und Angelpunkt für den Freundeskreis ist. Sheldon sucht sich daraufhin einen neuen Freundeskreis, in dem er das Zentrum sein kann, und lädt seinen Unikollegen Barry Kripke, Comicbuchverkäufer Stuart, Pennys Ex-Freund Zack und (über Twitter) LeVar Burton ein. Während Penny mit Amy und Bernadette einen Mädchenabend macht und die anderen ohne Sheldon bei Rajesh sind und sich lustige Geschichten über dessen Marotten erzählen, versucht Sheldon erfolglos mit seinen neuen Freunden Spaß zu haben. Als Barry Kripke auch noch eine Karaokemaschine aufstellt, flüchtet Sheldon zu Rajesh und versucht sich mit der neuen Situation zu arrangieren, wodurch er auch den verspäteten LeVar Burton verpasst. |           |                                 |                                         |                      |                                          |                 |                                                                                             |                |
| 81 | 18        | Herz zwei                       | The Prestidigitation Approximation      | 10. März 2011        | 1. Nov. 2011                             | Mark Cendrowski | Chuck Lorre, Steven Molaro & Eric Kaplan Idee: Bill Prady, Steve Holland & Eddie Gorodetsky | —              |
| Priya beginnt, sich Leonard „zurechtzubiegen“: Sie überredet ihn, Kontaktlinsen anstelle einer Brille zu tragen, obwohl er diese nicht verträgt, und kleidet ihn neu ein. Leonard macht zunächst begeistert mit, doch später macht sie zudem klar, dass ihr sein Umgang mit seiner Ex-Freundin missfällt und verlangt sogar von ihm den Kontakt zu Penny abzubrechen. Leonard bringt dies zunächst nicht übers Herz, nach einer peinlichen Begegnung im Restaurant bleibt ihm aber schließlich nichts anderes übrig, als das Thema anzusprechen und Penny versichert ihm auf Distanz zu bleiben, um seine Beziehung nicht zu gefährden. Sheldon wird währenddessen von Howard mit einem Kartentrick in den Wahnsinn getrieben. Trotz enormer Anstrengungen und gehackter Regierungscomputer kann er das Geheimnis des Tricks nicht entschlüsseln, denn er übersieht die ganze Zeit, dass Howard und die anderen ihn reingelegt haben. |           |                                 |                                         |                      |                                          |                 |                                                                                             |                |
| 82 | 19        | Der Zarnecki-Feldzug            | The Zarnecki Incursion                  | 31. März 2011        | 12. Nov. 2011                            | Peter Chakos    | Bill Prady, Dave Goetsch & Jim Reynolds Idee: Chuck Lorre, Steven Molaro & Maria Ferrari    | —              |
| Sheldons World-of-Warcraft-Account wird gehackt und alle seine virtuellen Güter gestohlen. Die Polizei will ihm nicht weiterhelfen, so dass sich seine Freunde zusammentun, um den dreisten Dieb zu finden. Nach einigen Nachforschungen gelingt es Howard, den Dieb auszumachen: einen gewissen Todd Zarnecki aus Carlsbad. Sheldon überredet die anderen, dort hinzufahren und sich den virtuellen Besitz wiederzubeschaffen. Da Priya für derlei Aktivitäten wenig Verständnis gezeigt hat, erzählt Leonard ihr, er müsse bis spät abends arbeiten. Sie treffen Todd tatsächlich an, dieser zeigt sich aber unbeeindruckt und die vier fahren mit leeren Händen zurück. Als auch noch Leonards Wagen unterwegs liegenbleibt, kann er Priya wegen seiner Lüge nicht um Hilfe bitten und ruft Penny an. Diese hat zwar immer noch ein Problem mit Leonards neuer Beziehung, hilft aber dennoch den Jungs aus der Patsche und „überzeugt“ zudem Todd, Sheldon seinen Besitz zurückzugeben. |           |                                 |                                         |                      |                                          |                 |                                                                                             |                |
| 83 | 20        | Sag’s nicht weiter!             | The Herb Garden Germination             | 7. Apr. 2011         | 12. Nov. 2011                            | Mark Cendrowski | Bill Prady, Steven Molaro & Steve Holland Idee: Chuck Lorre, Eric Kaplan & Eddie Gorodetsky | —              |
| Amy erzählt Sheldon, dass Bernadette angeblich die Beziehung mit Howard beenden will. Sheldon zeigt sich an derartigem Gerede desinteressiert, Amy überzeugt ihn aber von der Bedeutung von Gerüchten in sozialen Kleingruppen. Die beiden starten daraufhin ein Experiment zum Thema Gerüchte in sozialen Kleingruppen. Dazu geben sie zwei Gerüchte in Umlauf, um zu sehen, welches sich schneller verbreiten wird. Währenddessen macht die angeblich bevorstehende Trennung von Howard und Bernadette die Runde und Rajesh freut sich bereits, da er in Bernadette verliebt ist und denkt nun sein Glück versuchen zu können. Howard hingegen denkt über einen Heiratsantrag nach, so dass seine Freunde besorgt über seine bevorstehende Enttäuschung sind. Zur Überraschung aller und Enttäuschung von Rajesh erweist sich das von Penny in Umlauf gebrachte ursprüngliche Gerücht aber als haltlos, denn Bernadette nimmt den Antrag vor versammelter Runde an. |           |                                 |                                         |                      |                                          |                 |                                                                                             |                |
| 84 | 21        | Souvlaki statt Pizza            | The Agreement Dissection                | 28. Apr. 2011        | 19. Nov. 2011                            | Mark Cendrowski | Chuck Lorre, Steven Molaro & Eric Kaplan Idee: Bill Prady, Dave Goetsch & Eddie Gorodetsky  | —              |
| Priya setzt sich für Leonard als Anwältin ein, als Sheldon ihn mit einigen angeblichen Verstößen gegen ihre Mitbewohner-Vereinbarung konfrontiert. Sheldon muss mehrere Niederlagen einstecken und schließt sich daraufhin dem Frauenabend von Penny, Amy und Bernadette an, um mit ihnen über Priya abzulästern. Die vier gehen in eine Bar und anschließend tanzen und am Ende des Abends begleitet Sheldon die betrunkene Amy zu ihrem Apartment, wo Amy ihm rät, sich im Kampf gegen Priya nicht an die Regeln des Fairplay zu halten. Sie küsst ihn zudem, beide beschließen aber am nächsten Tag, den Kuss zu vergessen. Sheldon verfasst eine neue und juristisch wasserdichte Mitbewohner-Vereinbarung und zwingt Leonard, diese zu unterschreiben, indem er droht, Priyas Eltern von der Beziehung zwischen Priya und Leonard zu berichten. Unter Druck von Priya unterzeichnet Leonard notgedrungen den neuen Vertrag. |           |                                 |                                         |                      |                                          |                 |                                                                                             |                |
| 85 | 22        | Die Antilope im Curry           | The Wildebeest Implementation           | 5. Mai 2011          | 19. Nov. 2011                            | Mark Cendrowski | Bill Prady, Eddie Gorodetsky & Maria Ferrari Idee: Chuck Lorre, Steven Molaro & Eric Kaplan | —              |
| Penny und Amy beschließen, Bernadette als Spionin zu einem Abendessen mit Howard, Leonard und Priya zu schicken. Sie soll Priya und Leonard über ihre Beziehung aushorchen und Leonard durch Lügen, die Amy ihr heimlich per SMS übermittelt, eifersüchtig machen. Angeblich dreht Penny z. B. einen 3D-Film mit Angelina Jolie. Durch ein Versehen von Amy entsteht das Missverständnis, Penny hätte einen Astronauten kennengelernt und Bernadette gerät schnell in Erklärungsnot, als die anderen beginnen, die Geschichte anzuzweifeln. Rajesh bekommt unterdessen die Chance, ein neues Medikament gegen seine Hemmungen, mit Frauen zu sprechen, auszuprobieren. Um es zu testen, besucht er mit Sheldon ein Café und es gelingt ihm, eine attraktive Frau anzusprechen. Allerdings hat das Medikament eine seltsame Nebenwirkung: Er entblößt sich in aller Öffentlichkeit vollständig. Des Weiteren entwickelt Sheldon ein Schachspiel für drei Spieler, welches jedoch immer komplizierter wird und am Ende kaum noch als Schachspiel zu erkennen ist.                                                                         |           |                                 |                                         |                      |                                          |                 |                                                                                             |                |
| 86 | 23        | Hochzeit und Herzinfarkt        | The Engagement Reaction                 | 12. Mai 2011         | 26. Nov. 2011                            | Howard Murray   | Chuck Lorre, Steven Molaro & Steve Holland Idee: Bill Prady, Eric Kaplan & Jim Reynolds     | —              |
| Howard und Bernadette beschließen, Howards Mutter endlich von der Verlobung zu erzählen. Nach ihrer Rückkehr von einem Restaurantbesuch mit Bernadette überbringt Howard ihr die frohe Kunde. Seine Mutter, die sich gerade im Bad befindet, fällt bewusstlos um und Howard befürchtet einen Herzinfarkt auf Grund der Neuigkeit. Während er mit seinen Freunden im Krankenhaus auf die Untersuchungsergebnisse wartet, hat Sheldon, der nur mit einer Standpauke von Penny überhaupt zum Mitkommen überredet werden konnte, mit seiner Angst vor den vielen Krankheitserregern zu kämpfen. Auf der Flucht vor möglichen Infektionsquellen gerät er versehentlich in einen Isolationsraum und muss fortan selbst unter Quarantäne bleiben. Schließlich stellt sich heraus, dass Howards Mutter sich nur eine Lebensmittelvergiftung zugezogen und gar kein Problem mit ihrer zukünftigen Schwiegertochter hat. |           |                                 |                                         |                      |                                          |                 |                                                                                             |                |
| 87 | 24        | Männertausch                    | The Roommate Transmogrification         | 19. Mai 2011         | 26. Nov. 2011                            | Mark Cendrowski | Bill Prady, Eric Kaplan & Jim Reynolds Idee: Chuck Lorre, Steven Molaro & Eddie Gorodetsky  | —              |
| Howard fühlt sich minderwertig, weil er nun nach Bernadettes Promotion als einziger keinen Doktortitel vorweisen kann und deswegen aufgezogen wird. Zudem erhält seine Freundin einen Job bei einem Pharma-Unternehmen, wo sie deutlich mehr verdienen wird als er, und macht ihm ein teures Geschenk. Damit kränkt sie ihn noch mehr, so dass es zum Streit kommt. Rajesh kann derweil die sexuellen Aktivitäten seiner Schwester mit Leonard nicht mehr ertragen und tauscht sein Zimmer mit Leonard. Während eines Videotelefonats bekommt dieser mit, dass Priya ohne sein Wissen zurück nach Indien ziehen will. Er offenbart ihren Eltern daraufhin seine Beziehung mit ihr und übernachtet auf der Couch in der WG. Er ahnt nicht, dass sich Rajesh und Penny bei einem gemeinsamen Essen mit Sheldon nach einigen Gläsern Rotwein nähergekommen sind und die Nacht zusammen in Leonards Zimmer verbracht haben. Am nächsten Morgen bereut Penny den Vorfall und will sich unbemerkt aus der WG schleichen, wird aber von Leonard, Sheldon und Howard, der wegen seines Streits mit Bernadette in die WG gekommen war, erwischt. |           |                                 |                                         |                      |                                          |                 |                                                                                             |                |

## DVD-Veröffentlichung
In den Vereinigten Staaten wurde die DVD zur vierten Staffel am 13. September 2011 veröffentlicht. Im Vereinigten Königreich bzw. in Deutschland ist die DVD zur vierten Staffel seit dem 26. September 2011 bzw. seit dem 13. April 2012 erhältlich.